# Myosorex kihaulei
Myosorex kihaulei es una especie de musaraña de la familia soricidae.

## Distribución geográfica
Es endémica de Tanzania.

## Hábitat
Su hábitat natural son: montañas y las plantaciones, subtropicales o tropicales.

## Estado de conservación
Se encuentra amenazada de extinción por la pérdida de su hábitat natural.